# Félix-Marie Brasseur
Pour les articles homonymes, voir Brasseur.
Félix-Marie Brasseur, né le 25 février 1952 à Verviers, est un meneur belge spécialisé en attelage à quatre chevaux.
Régulièrement sur les podiums nationaux et internationaux, il a notamment été champion du monde individuel en 1996 et lors des Jeux équestres mondiaux de 2006,. Il est l'entraîneur et le sélectionneur de l'équipe de France d'attelage. À la fin de 2015, il annonce son retrait de la compétition à la suite de la fin de son sponsoring.